# Breiteweg 148 (Barleben)
Das Anwesen Breiteweg 148 war ein denkmalgeschützter Bauernhof in Barleben in Sachsen-Anhalt.

## Lage
Er befand sich im Ortszentrum auf der Westseite der als Hauptstraße durch Barleben verlaufenden Straße Breiteweg und gehörte zum Denkmalbereich Breiteweg 147–150.

## Architektur und Geschichte

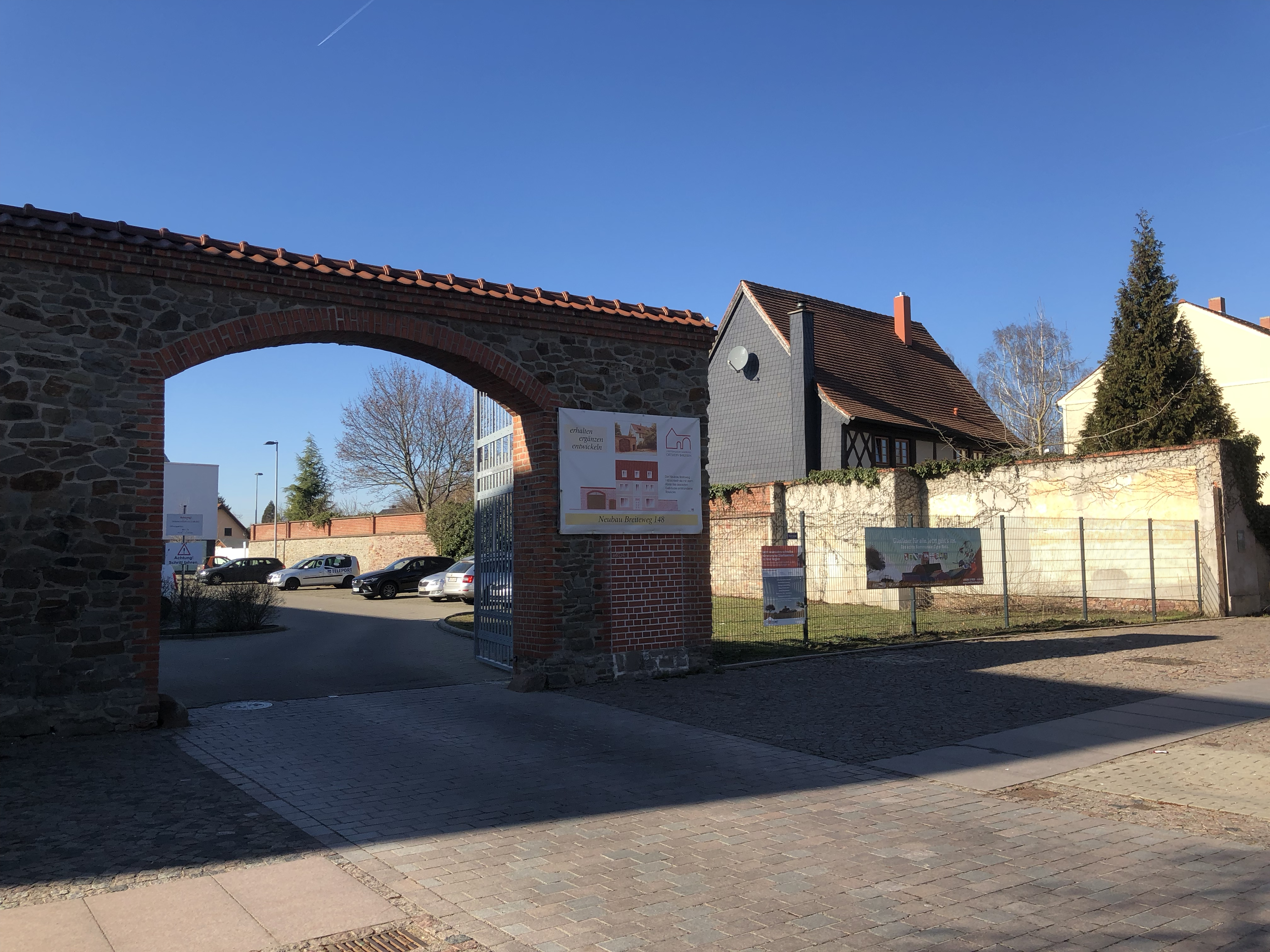
Baulücke Breiteweg 148 im Jahr 2019; links die erhaltene Toranlage

Der Bauernhof bildete einen großen Vierseitenhof aus einem traufständig an der Straße stehenden Wohnhaus und großen Wirtschaftsgebäuden. Das verputzte Wohnhaus war 1818 zweigeschossig errichtet worden und mit einem hoch ausgeführten Satteldach bedeckt. Geschmückt war das schlicht im Stil des Biedermeiers gestaltete Wohnhaus mit einem umlaufenden Gesimsband. Die Wirtschaftsbauten waren aus Bruchstein gebaut und stammten aus dem zweiten Drittel des 19. Jahrhunderts.
Links des Hauses stand die große Toranlage. Das Wohnhaus galt als typisches Wohnhaus einer Bauernfamilie seiner Bauzeit. Anfang des 21. Jahrhunderts wurde der Bauernhof abgerissen. Erhalten blieb jedoch die Toranlage.
Im örtlichen Denkmalverzeichnis war das Wohnhaus unter der Erfassungsnummer 094 15921 als Baudenkmal verzeichnet. In älteren Angaben wurde das Denkmal nicht nur als Wohnhaus, sondern als Bauernhof bezeichnet.